# Propuesta indecente
«Propuesta indecente» es una canción del cantante dominicano Romeo Santos, perteneciente a su álbum Formula, Vol.2. Las mezclas de sonido de la canción están influidas por el género bachata y del tango rioplatense. El video musical fue realizado por el director argentino Joaquín Cambre en la ciudad de Buenos Aires (Argentina) y cuenta con la participación especial de la actriz mexicana Eiza González. Alcanzó el número 79 del Billboard Hot 100 y lideró las listas de música latina del Billboard. Por septiembre del 2023, el video tiene un poco más de 2 billones de visualizaciones y casi 5,6 millones de likes.

## Lista de canciones
Descarga digital
1. Propuesta indecente – 3:55

## Posiciones en listas
| País           | Lista (2013)                | Mejor posición |
| -------------- | --------------------------- | -------------- |
| Colombia       | National Report             | 2              |
| México         | Monitor Latino              | 15             |
| España         | PROMUSICAE                  | 13             |
| Estados Unidos | Billboard Hot 100           | 79             |
| Estados Unidos | Hot Latin Songs (Billboard) | 1              |
| Estados Unidos | Tropical Songs (Billboard)  | 1              |
| Estados Unidos | Latin Pop Songs (Billboard) | 3              |
| Venezuela      | Record Report               | 1              |

## Certificaciones
| País   | Organismo certificador | Certificación  | Ventas certificadas | Ref.  |
| ------ | ---------------------- | -------------- | ------------------- | ----- |
| México | AMPROFON               | Diamante + Oro | 330,000             | [ 9 ] |